# St. Catharines
St. Catharines é uma cidade localizada na província canadense de Ontário. A sua área é de 94,4 km², sua população é de 129 170 habitantes, e sua densidade populacional é de 1 330,2 hab/km² (segundo o censo canadense de 2001). A cidade foi fundada em década de 1890, e incorporada em 1876. A cidade localiza-se ao sul do Lago Ontário, na Municipalidade Regional de Niagara.  O Baterista e letrista da banda Rush, Neil Peart, viveu, durante a infância, em St. Catharines e registra lembranças desta época na letra da música Lakeside Park.